# Atarba (ondergeslacht)
Atarba is een ondergeslacht van het insectengeslacht Atarba binnen de familie steltmuggen (Limoniidae).

## Soorten
- A. (Atarba) almeidai (Alexander, 1946)
- A. (Atarba) amabilis (Alexander, 1928)
- A. (Atarba) angustipennis (Alexander, 1928)
- A. (Atarba) anthracina (Alexander, 1937)
- A. (Atarba) apache (Alexander, 1949)
- A. (Atarba) aperta (Alexander, 1926)
- A. (Atarba) apicispinosa (Alexander, 1934)
- A. (Atarba) bellamyi (Alexander, 1950)
- A. (Atarba) bifilosa (Alexander, 1948)
- A. (Atarba) bifurcula (Alexander, 1931)
- A. (Atarba) bipendula (Alexander, 1966)
- A. (Atarba) biproducta (Alexander, 1966)
- A. (Atarba) boliviana (Alexander, 1930)
- A. (Atarba) brevicornis (Alexander, 1929)
- A. (Atarba) brevissima (Alexander, 1944)
- A. (Atarba) brunneicornis (Alexander, 1916)
- A. (Atarba) bulbifera (Alexander, 1943)
- A. (Atarba) capensis (Alexander, 1917)
- A. (Atarba) cincticornis (Alexander, 1916)
- A. (Atarba) circe (Alexander, 1946)
- A. (Atarba) columbiana (Alexander, 1913)
- A. (Atarba) cucullata (Alexander, 1946)
- A. (Atarba) dasycera (Alexander, 1948)
- A. (Atarba) diacantha (Alexander, 1945)
- A. (Atarba) dilatistyla (Alexander, 1966)
- A. (Atarba) dinematophora (Alexander, 1943)
- A. (Atarba) distispina (Alexander, 1969)
- A. (Atarba) fiebrigi (Alexander, 1922)
- A. (Atarba) fieldiana (Alexander, 1969)
- A. (Atarba) filicornis (Alexander, 1922)
- A. (Atarba) forticornis (Alexander, 1947)
- A. (Atarba) fuscoapicalis (Alexander, 1944)
- A. (Atarba) heteracantha (Alexander, 1943)
- A. (Atarba) hirticornis (Alexander, 1943)
- A. (Atarba) idonea (Alexander, 1939)
- A. (Atarba) incisurata (Alexander, 1938)
- A. (Atarba) laddeyana (Alexander, 1944)
- A. (Atarba) laterospina (Alexander, 1962)
- A. (Atarba) longitergata (Alexander, 1945)
- A. (Atarba) lyriformis (Alexander, 1966)
- A. (Atarba) macracantha (Alexander, 1943)
- A. (Atarba) margarita (Alexander, 1979)
- A. (Atarba) megaphallus (Alexander, 1921)
- A. (Atarba) melanomera (Alexander, 1943)
- A. (Atarba) merita (Alexander, 1938)
- A. (Atarba) mexicana (Alexander, 1926)
- A. (Atarba) microphallus (Alexander, 1944)
- A. (Atarba) multiarmata (Alexander, 1943)
- A. (Atarba) nodulosa (Alexander, 1939)
- A. (Atarba) pallidapex (Alexander, 1943)
- A. (Atarba) panamensis (Alexander, 1969)
- A. (Atarba) perincisa (Alexander, 1948)
- A. (Atarba) picticornis (Osten Sacken, 1869)
- A. (Atarba) procericornis (Alexander, 1944)
- A. (Atarba) punctiscuta (Alexander, 1922)
- A. (Atarba) pustulata (Alexander, 1969)
- A. (Atarba) quasimodo (Alexander, 1950)
- A. (Atarba) religiosa (Alexander, 1946)
- A. (Atarba) restricta (Alexander, 1943)
- A. (Atarba) scabrosa (Alexander, 1944)
- A. (Atarba) scutata (Alexander, 1939)
- A. (Atarba) serena (Alexander, 1969)
- A. (Atarba) setilobata (Alexander, 1964)
- A. (Atarba) sigmoidea (Alexander, 1979)
- A. (Atarba) stigmosa (Alexander, 1930)
- A. (Atarba) stuckenbergi (Alexander, 1960)
- A. (Atarba) subdentata (Alexander, 1952)
- A. (Atarba) subpatens (Alexander, 1969)
- A. (Atarba) tatei (Alexander, 1929)
- A. (Atarba) tetracantha (Alexander, 1945)
- A. (Atarba) tuberculifera (Alexander, 1943)
- A. (Atarba) tungurahuensis (Alexander, 1946)
- A. (Atarba) unilateralis (Alexander, 1931)
- A. (Atarba) varicornis (Alexander, 1913)
- A. (Atarba) variispina (Alexander, 1938)
- A. (Atarba) viridicolor (Alexander, 1922)
- A. (Atarba) werneri (Alexander, 1949)